# الاستخدامات البشرية للخفافيش

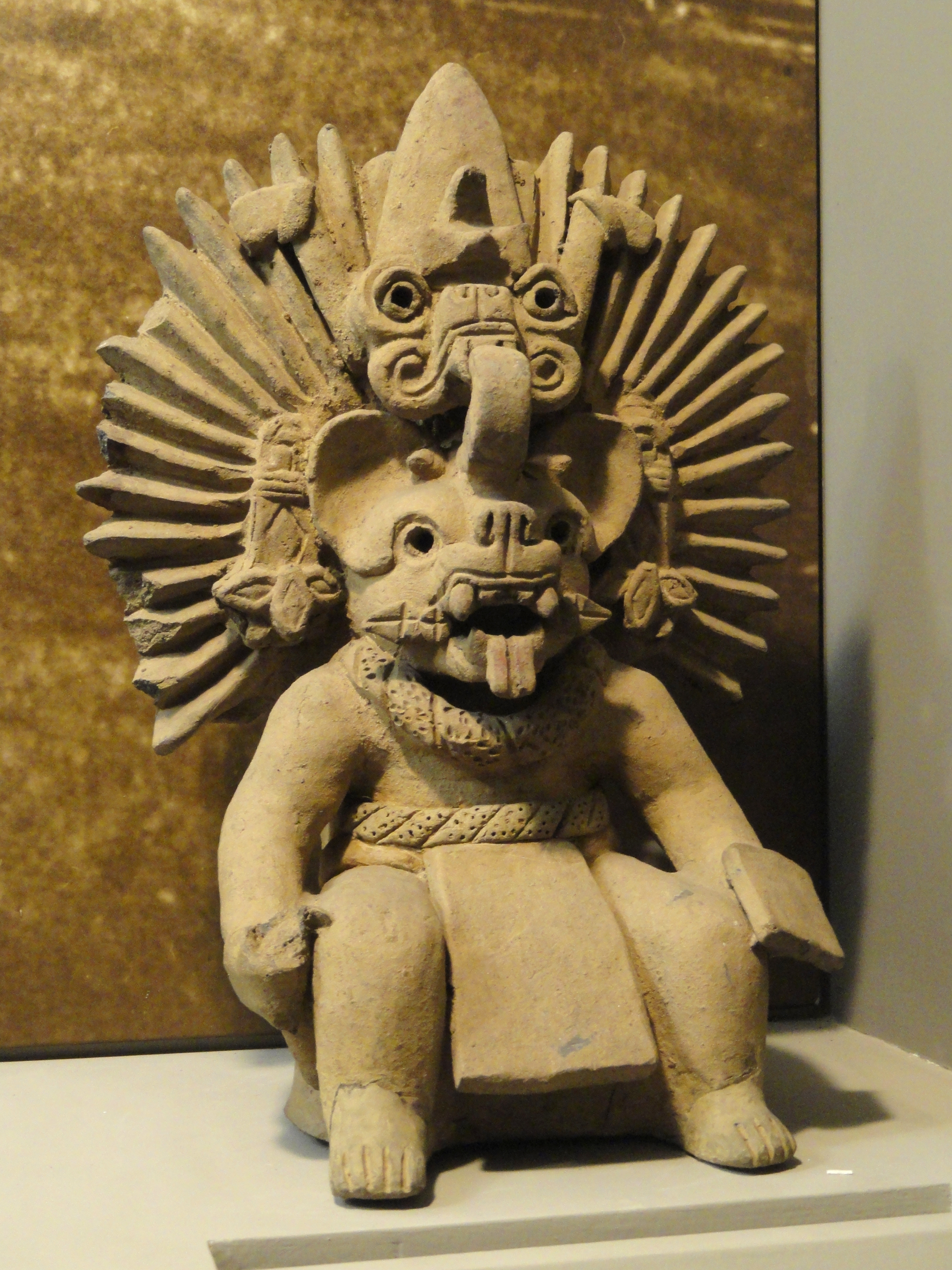
شخصية إله زابوتيك الخفاش، يعود تاريخها إلى 350-500 م

تعددت الاستخدامات البشرية للخفافيش كما انها تشمل الاستخدامات الاقتصادية مثل لحوم الطرائد والطب التقليدي. كما تستخدم الخفافيش كرمز للأديان، والأساطير، والخرافات والفنون. تستخدم الخفافيش أيضا في الطب، كعلاج لصرع في أمريكا الجنوبية، والعمى الليلي في الصين، والروماتيزم، والربو، وآلام الصدر، والحمى في جنوب آسيا. يستهلك لحم الخفاش في العديد ن الدول منها، أوقيانوسيا، أستراليا، اسيا، وأفريقيا بنسبة 13% من اجمالي فصائل الكائنات الحية التي تصطاد للأكل. كما تستخدم أيضا لأغراض اقتصادية أخرى مثل استخدام اسنانها كعملة في جزيرة ماكيرا.
ترمز الخفافيش بشكل واسع إلى عالم الفن مع شموليتها للقصائد الملحمية، والمسرحيات، والأساطير والقصص المصورة، وعلى الرغم من اتصالها بالحقد في الفن الغربي إلا أنها ترمز إلى السعادة في الصين.

## الاستخدامات الاقتصادية

### الطب التقليدي
تباع الخفافيش الحية في بوليفيا من أجل الاستخدامات العلاجية. وعلى وجه الخصوص، يعتقد استخدام دماء الخفافيش لعلاج الصرع. طبقا لدارسة أقيمت في عام 2010 بأن كل شهر يتم بيع 3000 خفاش في الأسواق في أربعة مناطق في بوليفيا. تتضمن الأصناف المباعة في تلك الأسواق الخفافيش قصيرة الذيل، والخفافيش ذات الأذنين، والخفافيش مصاصة الدماء الشائعة.إضافة إلى ذلك، يستخدم براز الخفاش كعلاج تقليدي في الصين للعمى الليلي. يدرك الرومانيون بأن دماء الخفاش هو ترياق لسم الأفعى.
تقتل الثعالب الطائرة لاستخدامها في العلاج التقليدي. الثعلب الهندي الطائر، على سبيل المثال يستخدم في العديد من الاستخدامات الطبية المتصورة.كما يدرك البعض بأن شحم الخفاش علاج مناسب لمرض الروماتزم. تأكل بعض القبائل في منطقة أتابادي في الهند لحم الثعلب الطائر ولذلك لعلاج مرض الربو ألم الصدر. يستخدم المعالجون من قبيلة كاندا في بنجلاديش شعر الثعالب الطائرة الهندية من أجل ابتكار علاجات لـ «الحمى المصحوبة بالرعشة».

### لحم
تستخدم لحوم الخفافيش في العديد من المناطق حول العالم منها، أوقيانوسيا، وأستراليا، وجنوب شرق اسيا والصين وغرب أوساط أفريقيا. كما تستخدم الخفافيش أيضا كمصدر غذائي للإنسان لآلاف السنين. يتم صيد ما لا يقل 167 فصيلة من فصائل الحيوانات يوميا حول العالم أو ما يقارب 13% من جميع فصائل الخفافيش.

### المواد
استخدمت مجتمعات السكان الأصلين في اوقيانوسيا الثعالب الطائرة لأغراض الوظيفية ولأسلحة الاحتفالات. كما أن في جزيرة سليمان استخدم الناس عظام في استخدام الرماح كما انهم ما زالوا يستخدموا جلودهم الجافة لصنع الطائرة الورقية.
في كاليدونيا الجديدة، تم تزيين الفؤوس الاحتفالية المصنوعة من اليشم بضفائر من فرو الثعلب الطائر.
بالإضافة إلى ذلك هنالك مصادر تاريخية وحديثة إلى استخدام المنتجات الفرعية للثعالب الطائرة كعملة، وفي كاليدونيا الجديدة تم استخدام فرو الثعلب المظفر كعملة معدنية. وفي جزيرة ماكيرا والتي تعتبر جزء من جزيرة سليمان، لا يزال السكان الأصليون يصطادون الثعالب الطائرة بحثًا عن أسنانهم ولحوم الطرائد. كما انه يتم ربط أسنان الكلاب معًا على قلادات تستخدم كعملة. أسنان الثعلب الطائر المعزول ذات قيمة خاصة، لأنها عادة ما تكون كبيرة بما يكفي لحفر الثقوب فيها. كما انه أيضا يتم اصطياد ثعلب ماكيرا الطائر على الرغم من صغر اسنانها.

## الاستخدامات الرمزية

### الأساطير والدين والخرافات

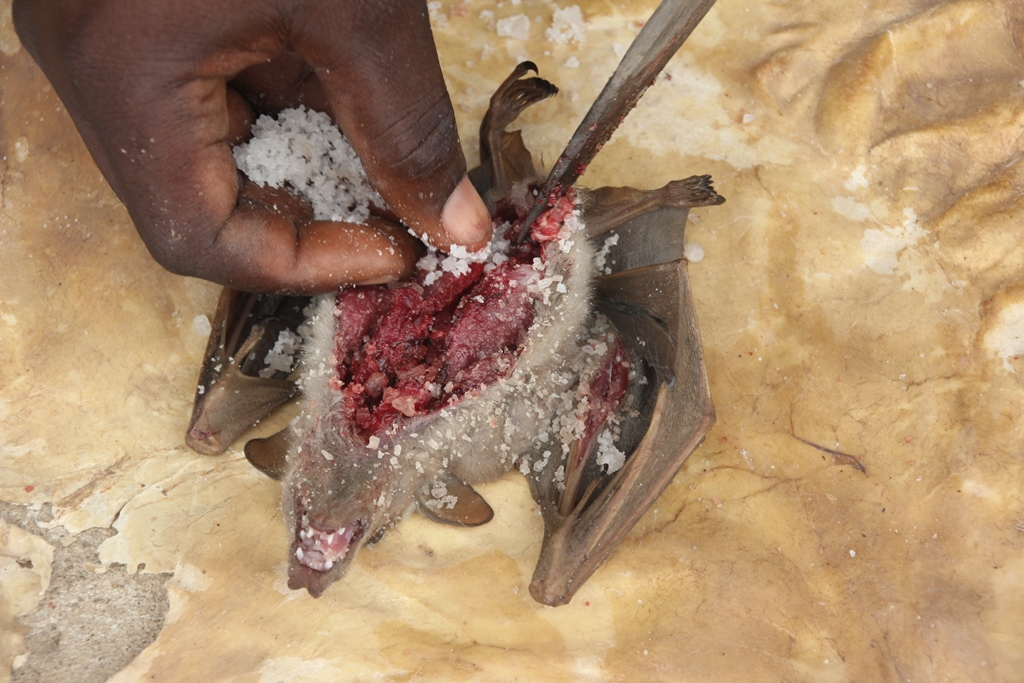
تحضير خفاش في سوق Akodessawa Fetish في توغو ، غرب إفريقيا ، لطقوس الفودو

في أساطير حضارة المايا، يعتبر الاله Camazotz هو آلهة الخفافيش، ويرمز Camazotz إلى «خفاش الموت». وعلى الرغم من أن العديد من الخرافات ذات طابع سلبي الا انها البعض منها لها معاني إيجابية. كما انه يقال بأن، في مقدونيا القديمة، يحمل الناس التمائم والتعويذات والتي صنعت من عظام الخفافيش ويعود السبب وراء ذلك، بأن الخفافيش تعتبر من أكثر الحيوانات حظا لذلك من المؤكد بأن عظامها تجلب الحظ الجيد. لتعتير الصين أيضا الخفافيش بأنها تجلب الحظ أو السعادة. كما انه في اندونيسيا، كانوا يرسمون أجنحة الثعلب الطائر على دروع الحرب لأنهم يدركون بأن الأجنحة تعطي الحماية للمحاربين. صرح جيوبونيك بأن وضع رأس الخفاش على منزل الحمام سيحمي الحمام المنزلي من الشرود، كما أقر بلينيوس الأكبر في موسوعة التاريخ الطبيعي بأن حمل الخفافيش ثلاث مرات والدوران به حول الغرفة ثم بعد ذلك تثبيت رأسها في الأسفل إلى النافذة سيحمي حظيرة الأغنام.
ارتبطت الخفافيش باستخدامات سلبية في العديد من الحضارات، ففي نيجيريا على سبيل المثال تعتبر الخفافيش على نوع من أنواع السحر،  وفي ساحل العاج يعتقدون بأنهم أشباح أو أرواح، وفي كتاب الإنجيل يشار على أنها «طيور يجب أن تعتبر نجسة» ولذا لا ينبغي أكلها.

### الفنون
للخفافيش تاريخ طويل فيما يتعلق بالفنون. يؤمن الكاتب المسرحي اليوناني، أريستوفانيس بأن كان أوال من أشار إلى الخفافيش القادمة من جهنم في عام 414 قبل الميلاد، مما أدى إلى انتشار مصطلح «خفافيش من جهنم». استخدم الروائي اليوناني ايسوب الخفافيش كشخصيات أساسية في أساطيره، كما ظهرت الخفافيش مرتين في القصيدة الملحمية اليونانية. تعد الشخصية المشهورة باتمان واحدة من الشخصيات المستوحاة من الخفافيش، هو بطل خارق ظهر لأول مرة عبر الكتاب الكوميدي الأمريكي عام 1939، وفي الآونة الأخيرة، أصبحت الخفافيش الشخصيات الرئيسية في كتاب الأطفال Stellaluna (1993) وسلسلة Silverwing (1997 - 2007).

الخفافيش في الفن الصيني: ألبوم مكتبي - لوحات للزهور والطيور (الخفافيش والصخور والزهور الخط البيضاوي) بواسطة Zhang Ruoai ، القرن الثامن عشر

تعتبر الخفافيش المكون الأساسي في كتب وأفلام الرعب الطبيعي. كما أنه في عام 1897كتب المؤلف برام ستوكر كتاب دراكولا. واصل الكتاب وتعديلاته في الفيلم إرثًا من تصوير الخفافيش على أنها «وحوش شريرة ماصة للدماء». بالإضافة إلى ذلك  هناك أفلام الرعب الطبيعية الأخرى تكون فيها الخفافيش شخصيات أساسية  ومنها The Devil Bat (1940) وNightwing (1979) وBats (1999).
في الفنون الصينية، تستخدم الخفافيش كرمز لسعادة. الاستخدام الشائع للخفافيش في الفن الصيني هو Wufu ، وهو تصور لشجرة محاطة بخمسة خفافيش بالإضافة إلى ذلك أنها ترمز إلى السعادة الخمس: الحظ الجيد، الصحة، الثروة، طول العمر والطمأنينة. تم العثور على الخفافيش بالمثل على فناجين الشاي الصينية وعلى بطاقات المعايدة واللوحات والتطريز.
 وإلى جانب المسرح، فقد برزت الخفافيش في عام 1874 في أوبريت ألماني Die Fledermaus والتي تعني الخفاش. تعتبر Die Fledermaus أمرا غير معتاد في الحضارة الغربية حيث أنه لا يتم تصوير الخفافيش كرمز للحقد. ظهرت في عام 1920 مسرحية شرير يطلق عليه«الخفاش»

### شعارات النبالة والعلامات التجارية

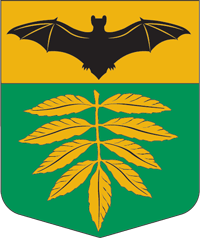
شعار النبالة لأبرشية سيسافا، لاتفيا

تعتبر الخفافيش عنصرا شائعا في شعارات النبالة، خصوصا في دولة اسبانيا، وفرنسا، وسويسرا أيرلندا وإنجلترا. يتم عرض الخفافيش بشكل متكرر بشكل متكرر مع فرد أجنحتها أمام الجماهير.الغاية من استخدام الخفافيش في شعارات النبالة لإثارة الخوف في نفوس الأعداء وكما أنها ترمز إلى الحذر.
تستخدم شركة المشروبات الكحولية Bacardi الخفافيش بشكل بارز في علامتها التجارية، حيث يظهر شعارها الرئيسي خفاش فواكه عالمي جديد. [1] تستخدم العديد من الفرق الرياضية الخفافيش في شعاراتها، بما في ذلك فالنسيا (كرة القدم) [2] ولويزفيل باتس (دوري البيسبول الصغير). [3]